# ヴィール・サーヴァルカル国際空港
ヴィール・サーヴァルカル国際空港（ヴィール・サーヴァルカルこくさいくうこう、ヒンディー語: वीर सावरकर अन्तर्राष्ट्रीय हवाई अड्डा、Visakhapatnam Airport) は、インドのアンダマン・ニコバル諸島ポートブレアにある国際空港。ポートブレア市内から南へ2kmの場所に位置している。独立運動家であり、ヒンドゥトヴァを掲げる人物であるヴィナーヤク・ダーモーダル・サーヴァルカルにちなんだ名称である。

## 乗入れ航空会社及び就航路線
| 航空会社         | 就航地                                                     | 備考  |
| ---------------- | ---------------------------------------------------------- | ----- |
| エア・インディア | チェンナイ, デリー, コルカタ, ヴィシャーカパトナム         |       |
| GoAir            | ベンガルール, チェンナイ, コルカタ, ムンバイ               |       |
| IndiGo           | ベンガルール, チェンナイ, デリー, ハイデラバード, コルカタ | [ 2 ] |
| スパイスジェット | チェンナイ, デリー, コルカタ 季節運行:ベンガルール         | [ 3 ] |
| ビスタラ         | チェンナイ, デリー, コルカタ                               | [ 4 ] |